# 구 왕곡공립심상소학교
구 왕곡공립심상소학교는 전라남도 나주시 왕곡면 옥곡리 64-28번지에 있는 건축물이다. 2011년 7월 26일 나주시의 향토문화유산 제25호로 지정되었다.

## 지정 사유
구 왕곡공립심상소학교는 1924년에 일본인 학생들을 위해 세워진  일제강점기 교육시설이다. 당시 학교규모는 교실 하나에 교사가 1명, 학생수가 15명 내외 정도가 있었던 걸로 전해진다. 해방 후에는 왕곡초등학교 분교로 활용되다가, 1957년 이남수가 국가로부터 불하받은 후, 후손들(이병구-이정만:현 소유자)에게 이어져 내려오고 있다. 일제강점기의 것으로 이해할 수 있는 부위는 일본식 지붕형태와 기와, 그리고 일부 남아 있는 비늘판벽 뿐이다. 그러나 우리나라에 일제강점기 소학교 건물이 남아 있지 않기 때문에 희귀성이 있다.